# Конституция Сирии
Конституцио́нная деклара́ция Сири́йской Ара́бской Респу́блики (араб. الإعلان الدستوري للجمهورية العربية السورية‎) — временная конституция, высший нормативный правовой акт Сирии. Она была подписана президентом Сирии Ахмедом аш-Шараа 13 марта 2025 года, после падения режима Асада в декабре 2024 года. Конституционная декларация установила исламистское правительство на пятилетний переходный период.

## История конституции

### Конституция Сирии 2012 года
В 2011 году начался вооружённый конфликт в Сирии. В ходе массовых беспорядков власти страны решили принять новую конституцию для налаживания диалога с мирной оппозицией. С принятием новой конституции конституция 1973 года утратила силу. Принята народом Сирийской Арабской Республики 26 февраля 2012 года. Вступила в силу 27 февраля 2012 года. Конституция действовала до падения режима Асада в декабре 2024 года.
Конституция Сирийской Арабской Республики 2012 года состоит из Преамбулы и четырёх разделов.
Структуру Конституции можно отобразить следующим образом:
- Преамбула
- Раздел первый. Основные принципы
  - Глава 1. Политические принципы (статьи 1—12)
  - Глава 2. Экономические принципы (статьи 13—18)
  - Глава 3. Социальные принципы (статьи 19—27)
  - Глава 4. Образовательные и культурные принципы (статьи 28—32)
- Раздел второй. Права, свободы и верховенство закона
  - Глава 1. Права и свободы (статьи 33—49)
  - Глава 2. Верховенство закона (статьи 50—54)
- Раздел третий. Государственная власть
  - Глава 1. Законодательная власть (статьи 55—82)
  - Глава 2. Исполнительная власть (статьи 83—131)
  - Глава 3. Судебная власть (статьи 132—149)
- Раздел четвёртый. Исправления конституции (статьи 150—157)

## Конституционная декларация Сирии 2025 года
Первое переходное правительство Сирии обязалось подготовить проект конституции. 12 декабря 2024 года представитель переходного правительства заявил, что в течение трёхмесячного срока полномочий правительства действие конституции и парламента будет приостановлено, добавив, что будет создан «судебный и правозащитный комитет» для рассмотрения конституции перед внесением поправок.
13 марта 2025 года Временный президент Сирии Ахмед аш-Шараа подписал конституционную декларацию. Она будет являться временной конституцией в течение пятилетнего переходного периода, после которого будет принята постоянная конституция и пройдут выборы президента и парламента. По декларации в Сирии ислам занимает центральную роль в качестве основного источника законодательства. Гарантируются права женщин и свобода выражения мнений. Обеспечивается свобода вероисповедания, но она может ограничиваться.

### Президент
Конституционная декларация концентрирует власть в руках президента. Две трети членов временного парламента будут назначаться под надзором комитета, назначенного президентом, а одна треть будет выбрана самим президентом. Президент несёт исключительную ответственность за назначение судей в конституционный суд Сирии. Президентом может стать только мусульманин. Он обладает возможностью объявлять чрезвычайное положение.